# Allancastria
Genre
Allancastria est un genre de lépidoptères (papillons) de la famille des Papilionidae et de la sous-famille des Parnassiinae.

## Systématique
Le genre Allancastria a été décrit par l'entomologiste suédois Felix Bryk en 1934.
Certains auteurs considèrent Allancastria comme un synonyme junior de Zerynthia Ochsenheimer, 1816.

## Caractéristiques communes
Les espèces du genre Allancastria sont présentes en Asie Mineure et dans des territoires proches, de l'Albanie, la Grèce et la Bulgarie à l'Iran et l'Irak.
Leurs plantes hôtes sont des aristoloches.

## Liste des espèces
- Allancastria caucasica (Lederer, 1864)
- Allancastria cerisyi (Godart, 1824) — la Thaïs balkanique ou Thaïs de Cérisy
- Allancastria cretica (Rebel, 1904) — la Thaïs crétoise
- Allancastria deyrollei Oberthür, 1869
- Allancastria louristana Le Cerf 1908